# Elisabetta di Polonia (regina d'Ungheria)
Elisabetta di Polonia (in polacco Elżbieta Łokietkówna; 1305 – Buda, 29 dicembre 1380) fu regina consorte di Ungheria, avendo sposato Carlo Roberto d'Angiò, e reggente di Polonia.

## Biografia

### La famiglia
Elisabetta apparteneva alla dinastia reale polacca dei Piast ed era figlia di Ladislao I, nobile polacco con vari titoli, divenuto re di Polonia nel 1320, e Edvige di Kalisz; Elisabetta era quindi sorella di Casimiro III di Polonia, che morì nel 1370, e di Cunegonda di Polonia (c. 1298 – 1331), che sposò dapprima Bernardo II di Schweidnitz e, in seconde nozze, Rodolfo I di Sassonia-Wittenberg.

### Regina consorte

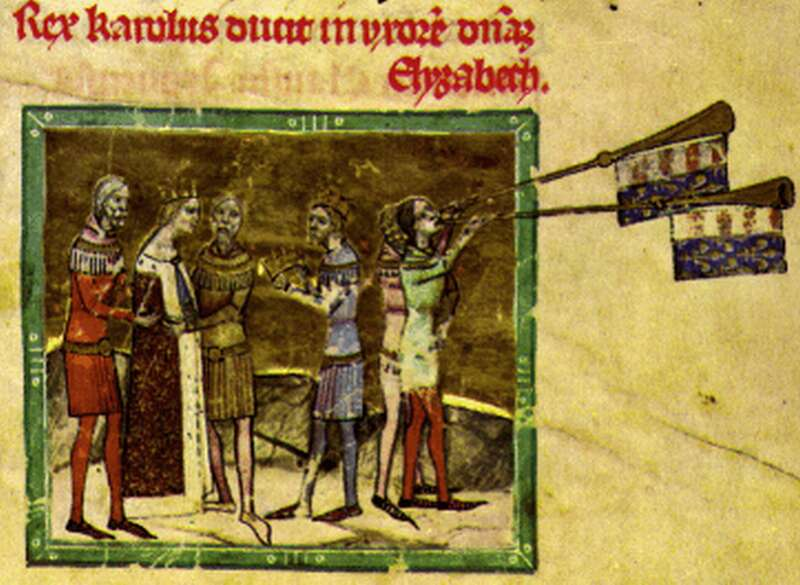
Il matrimonio di Elisabetta e Carlo Roberto d'Ungheria

Elisabetta sposò il 6 luglio 1320 Carlo Roberto d'Angiò, re di Ungheria, di cui divenne la terza moglie. Il matrimonio portò a un'alleanza tra i regni di Polonia e Ungheria.
I due precedenti matrimoni di Carlo si pensa non gli avessero dato figli, almeno non figli che non siano morti bambini. Della prima moglie, Maria di Bytom alcuni pensano fosse sterile altri che avesse avuto due bambine: Caterina ed Elisabetta ma si è anche ipotizzato che le due fossero figlie della regina Elisabetta. La seconda moglie di Carlo era stata Beatrice di Lussemburgo.
Si pensa che durante il periodo a corte in Ungheria, Elisabetta fu la prima a introdurre il profumo, conosciuto allora come "acqua d'Ungheria", in Europa e nel mondo occidentale.
Carlo Roberto ebbe da Elisabetta cinque figli e forse due figlie:
- Carlo (1321)
- Ladislao (Belgrado (1 novembre 1324 - 24 febbraio 1329)
- Luigi I d'Ungheria (1326 - 1382)
- Andrea, duca di Calabria (1327 - 1345)
- Stefano, duca di Slavonia (1332 - 1354)
- Caterina (m. 1355)[2]
- Elisabetta (m. 1367), sposò Boleslaw Opolski, sorella di Caterina e forse figlia di Elisabetta.[3]

Carlo Roberto morì il 16 luglio 1342.

### Regina madre
Elisabetta voleva un buon matrimonio per il suo figlio maggiore Luigi, che era salito al trono di Polonia alla morte del marito. Lo fece fidanzare a Margherita di Boemia, figlia di Carlo IV del Sacro Romano Impero. Si sposarono nel 1342 ma il matrimonio non durò perché sette anni dopo Margherita morì senza aver avuto figli. Elisabetta quindi dovette trovare una nuova nuora.
Il ramo dei Piast di Cuiavia era noto in Ungheria e alcuni membri vivevano alla corte di Luigi. L'influenza di Elisabetta fu molto maggiore di quella di altre regine consorti e anni prima Stefano II, Ban di Bosnia, aveva sposato Elisabetta di Cuiavia, figlia del duca Casimiro II di Cuiavia, cugino della regina Elisabetta. Stefano II di Bosnia aveva una giovane figlia chiamata Elisabetta e dopo aver saputo di lei, la regina consorte d'Ungheria insistette immediatamente per portarla alla corte ungherese. Stefano fu all'inizio riluttante ma alla fine acconsentì. Tre anni dopo la regina Elisabetta invitò Stefano in Ungheria e gli propose un matrimonio tra i due figli.
La regina madre divenne erede al trono del fratello Casimiro dopo la morte della loro sorella, Cunegonda. Questo diritto passò a Luigi dopo la morte dei due fratelli maggiori. Casimiro si era sposato quattro volte ma nessuna delle mogli gli aveva dato eredi. Aveva quindi scelto di lasciare a Luigi la corona di Polonia e unire così Polonia e Ungheria in un solo regno.
Il secondo figlio sopravvissuto di Elisabetta, Andrea, sposò Giovanna I di Napoli. Andrea voleva diventare re di Napoli e regnare insieme alla moglie ma Giovanna rifiutò. Papa Clemente VI approvò la richiesta di Giovanna di essere incoronata da sola. Temendo per la sua vita Andrea scrisse alla madre che avrebbe presto abbandonato il regno. Lei intervenne con una visita di stato; prima di tornare in Ungheria, chiese al papa di cambiare linea e permettere l'incoronazione di Andrea. Diede anche al figlio un anello che avrebbe dovuto proteggerlo dall'uccisione con armi da taglio o veleno e tornò in Ungheria ma Andrea venne presto assassinato.
Luigi rimase assente dalla Polonia tra il 1370 e il 1375. Elisabetta fu fatta reggente per allontanarla in maniera conveniente dalla corte del figlio. I polacchi odiavano le tasse e amavano invece litigare tra di loro e con la corte, specialmente con Elisabetta. La sua reggenza si rivelò fallimentare, malgrado fosse di famiglia polacca lei stessa. Nel 1376 i polacchi uccisero 160 soldati ungheresi della guardia personale e Elisabetta scappò in Ungheria per timore di essere uccisa lei stessa dai suoi connazionali.

### Morte
Dopo la sua tragica reggenza e il ritorno in Ungheria, Elisabetta passò gli ultimi anni in un monastero nei pressi di Buda, dove fece testamento. Scrisse di voler essere sepolta nel monastero delle clarisse a Buda. Elisabetta lasciò denaro e proprietà alla famiglia. Lasciò anche del denaro ad alcune chiese.

## Ascendenza
|                       |                 |                                 | Genitori                  |  |  | Nonni |  |  | Bisnonni             |  |  | Trisnonni              |  |
|                       |                 |                                 |                           |  |  |       |  |  | Corrado I di Polonia |  |  | Casimiro II di Polonia |  |
|                       |                 |                                 |                           |  |  |       |  |  | Corrado I di Polonia |  |  | Casimiro II di Polonia |  |
|                       |                 | Elena di Znojmo                 |                           |  |  |       |  |  | Corrado I di Polonia |  |  |                        |  |
| Casimiro I di Cuiavia |                 |                                 |                           |  |  |       |  |  | Corrado I di Polonia |  |  |                        |  |
|                       |                 | Agafia di Rus                   | Sviatoslav III Igorévitch |  |  |       |  |  |                      |  |  |                        |  |
|                       |                 | Agafia di Rus                   | Sviatoslav III Igorévitch |  |  |       |  |  |                      |  |  |                        |  |
|                       |                 | Agafia di Rus                   | Iaroslava Riourikovna     |  |  |       |  |  |                      |  |  |                        |  |
| Ladislao I di Polonia |                 | Agafia di Rus                   |                           |  |  |       |  |  |                      |  |  |                        |  |
|                       |                 | Casimiro I di Opole             | Miecislao IV di Polonia   |  |  |       |  |  |                      |  |  |                        |  |
|                       |                 | Casimiro I di Opole             | Miecislao IV di Polonia   |  |  |       |  |  |                      |  |  |                        |  |
|                       |                 | Casimiro I di Opole             | Ludmilla di Boemia        |  |  |       |  |  |                      |  |  |                        |  |
| Eufrosina di Opole    |                 | Casimiro I di Opole             |                           |  |  |       |  |  |                      |  |  |                        |  |
|                       |                 | Viola di Bulgaria               | …                         |  |  |       |  |  |                      |  |  |                        |  |
|                       |                 | Viola di Bulgaria               | …                         |  |  |       |  |  |                      |  |  |                        |  |
|                       |                 | Viola di Bulgaria               | …                         |  |  |       |  |  |                      |  |  |                        |  |
| Elisabetta di Polonia |                 | Viola di Bulgaria               |                           |  |  |       |  |  |                      |  |  |                        |  |
|                       | Ladislao Odonic | Odon di Kalisz                  |                           |  |  |       |  |  |                      |  |  |                        |  |
|                       | Ladislao Odonic | Odon di Kalisz                  |                           |  |  |       |  |  |                      |  |  |                        |  |
|                       | Ladislao Odonic | Vjaceslava Jaroslavna di Halych |                           |  |  |       |  |  |                      |  |  |                        |  |
| Boleslao il Pio       | Ladislao Odonic |                                 |                           |  |  |       |  |  |                      |  |  |                        |  |
|                       |                 | Jadwiga di Pomerania            | Mestwin I di Pomerania    |  |  |       |  |  |                      |  |  |                        |  |
|                       |                 | Jadwiga di Pomerania            | Mestwin I di Pomerania    |  |  |       |  |  |                      |  |  |                        |  |
|                       |                 | Jadwiga di Pomerania            | Sinislawa                 |  |  |       |  |  |                      |  |  |                        |  |
| Edvige di Kalisz      |                 | Jadwiga di Pomerania            |                           |  |  |       |  |  |                      |  |  |                        |  |
|                       |                 | Béla IV d'Ungheria              | Andrea II d'Ungheria      |  |  |       |  |  |                      |  |  |                        |  |
|                       |                 | Béla IV d'Ungheria              | Andrea II d'Ungheria      |  |  |       |  |  |                      |  |  |                        |  |
|                       |                 | Béla IV d'Ungheria              | Gertrude di Merania       |  |  |       |  |  |                      |  |  |                        |  |
| Iolanda di Polonia    |                 | Béla IV d'Ungheria              |                           |  |  |       |  |  |                      |  |  |                        |  |
|                       |                 | Maria Lascaris di Nicea         | Teodoro I Lascaris        |  |  |       |  |  |                      |  |  |                        |  |
|                       |                 | Maria Lascaris di Nicea         | Teodoro I Lascaris        |  |  |       |  |  |                      |  |  |                        |  |
|                       |                 | Maria Lascaris di Nicea         | Anna Comnena Angelina     |  |  |       |  |  |                      |  |  |                        |  |
|                       |                 | Maria Lascaris di Nicea         |                           |  |  |       |  |  |                      |  |  |                        |  |